# Lockheed 14
Die Lockheed 14 Super Electra war ein zweimotoriges Passagierflugzeug aus US-amerikanischer Produktion. 

## Geschichte
Der Erstflug der Maschine fand am 29. Juli 1937 statt.
Lockheed wollte mit der Super Electra ein Konkurrenzmuster zur Douglas DC-3 herausbringen, unterschätzte aber den sich rasant entwickelnden Luftverkehr. Obwohl das Flugzeug gut geriet (gute Flugleistungen, Reichweite und Steuerbarkeit; sehr fortschrittliche Auslegung mit Integralflügeltanks, Verstellpropellern und Fowlerklappen), war es für seinen Einsatzzweck letztlich zu klein. Eine Kapazität von 14 Passagieren (gegenüber 28 bei der DC-3) war ein großer wirtschaftlicher Nachteil.
Die meisten Exemplare wurden exportiert. In Japan wurde das Muster in Lizenz als Kawasaki Ki-56 gebaut. Auf Basis der Lockheed 14 entstand der leichte Bomber und Aufklärer Lockheed Hudson.

## Zwischenfälle
- Am 22. Juli 1938 stürzte eine Lockheed L-14H (Luftfahrzeugkennzeichen SP-BNG) des polnischen LOT auf dem Flug zum Flughafen Bukarest-Băneasa bei Câmpulung (Rumänien) ab. Alle 14 Insassen kamen dabei ums Leben.[1]

- Am 18. August 1938 verbrannte auf dem Flughafen Bukarest-Băneasa eine weitere Lockheed L-14H der LOT (SP-BNJ) während des Rollens nach der Landung. Alle Insassen konnten das Flugzeug rechtzeitig verlassen.[2]

- Am 16. August 1946 verunglückte eine Lockheed 14-H2 Super Electra der belgischen Sabena (OO-CAG) auf dem Flughafen N’Dolo (Belgisch Kongo) und wurde irreparabel beschädigt. Nähere Einzelheiten sind derzeit nicht verfügbar. Über Personenschäden ist nichts bekannt.[3]

- Am 14. Juli 1951 stürzte eine Lockheed 14H Super Electra der Airtaco (SE-BTN) während des Steigflugs vom Flughafen Stockholm/Bromma aufgrund der Schaltung auf einen fast leeren Treibstofftank ab. Von den sechs Insassen starben vier. Die Maschine war auf einem Zeitungsflug nach Jönköping (siehe auch Flugunfall der Airtaco in Stockholm 1951).[4][5]

## Technische Daten
Lockheed 14-H Super Electra
| Kenngröße             | Daten                                                                     |
| --------------------- | ------------------------------------------------------------------------- |
| Besatzung             | 2                                                                         |
| Passagiere            | 12                                                                        |
| Länge                 | 13,40 m                                                                   |
| Spannweite            | 19,95 m                                                                   |
| Höhe                  | 3,50 m                                                                    |
| Leermasse             | 4672 kg                                                                   |
| max. Startmasse       | 7938 kg                                                                   |
| Antrieb               | zwei Sternmotoren Pratt & Whitney Hornet S1E-G mit je 760 PS (ca. 560 kW) |
| Reisegeschwindigkeit  | 360 km/h                                                                  |
| Höchstgeschwindigkeit | 398 km/h in 2135 m Höhe                                                   |
| Dienstgipfelhöhe      | 6500 m                                                                    |
| Reichweite            | 1500 km                                                                   |

## Rekorde
Am 10. Juli 1938 umrundete der flugbegeisterte Howard Hughes in einer Lockheed 14 mit seinen Begleitern in 91 Stunden die Erde und stellte damit einen neuen Rekord für die schnellste Weltumrundung auf.